# Rue William Degouve de Nuncques
La rue William Degouve de Nuncques (en néerlandais : William Degouve de Nuncquesstraat) est une rue bruxelloise de la commune de Schaerbeek qui va du square Levie à la rue Aimé Smekens à hauteur de l'église du Divin Sauveur.
Cette rue porte le nom d'un des grands peintres du symbolisme belge, William Degouve de Nuncques, né à Monthermé le 28 février 1867 et décédé à Stavelot le 1er mars 1935.